# Eurodryas semigriseis
Eurodryas semigriseis är en fjärilsart som beskrevs av Cabeau 1931. Eurodryas semigriseis ingår i släktet Eurodryas och familjen praktfjärilar. Inga underarter finns listade i Catalogue of Life.